# Birger Jensen (skuespiller)
 For alternative betydninger, se Birger Jensen. (Se også artikler, som begynder med Birger Jensen)
Birger Jensen (født 10. juni 1945 på Frederiksberg, død 18. juni 1998) var en dansk skuespiller.
Startede som klejnsmed.
Efter en to-årig elevuddannelse begyndte han at optræde på Aveny Teatret, ABC Teatret og Det ny Teater.
Han nåede at medvirke i en række film, men levede de sidste år af sit liv en tilbagetrukket tilværelse afbrudt af småroller.

## Filmografi
- Hvad med os? (1963)
- Jensen længe leve (1965)
- Pigen og millionæren (1965)
- Nu stiger den (1966)
- Tre små piger (1966)
- Jeg - en elsker (1966)
- Thomas er fredløs (1967)
- Martha (1967)
- Dage i min fars hus (1968)
- Olsen-banden på spanden (1969)
- Smil Emil (1969)
- Det er nat med fru Knudsen (1971)
- Piger i trøjen (1975)
- Violer er blå (1975)
- Strømer (1976)
- Familien Gyldenkål sprænger banken (1976)
- Piger i trøjen 2 (1976)
- Gangsterens lærling (1976)
- Alt på et bræt (1977)
- Olsen-banden deruda' (1977)
- Agent 69 Jensen i Skorpionens tegn (1977)
- Olsen-banden går i krig (1978)
- Fængslende feriedage (1978)
- Rainfox (1984)
- Retfærdighedens rytter (1989)
- Riget II (1997)
- Baby Doom (1998)